# Parroquia 10 de Noviembre
La parroquia 10 de Noviembre es una parroquia urbana de la ciudad de Ventanas en Ecuador.
Está formada por la zona norte del río Zapotal. Tiene aproximadamente 18 mil habitantes y la mayoría de sus moradores se dedica al comercio y a actividades agrícolas.
En esta parroquia está ubicada la zona industrial de la ciudad y barrios residenciales y residenciales-suburbanos como las ciudadelas 10 de Noviembre, El Mirador, Las Palmeras, Los Girasoles y Loma Grande. En esta parroquia la densidad poblacional es alta y tiene mayores probabilidades de crecimiento a futuro.

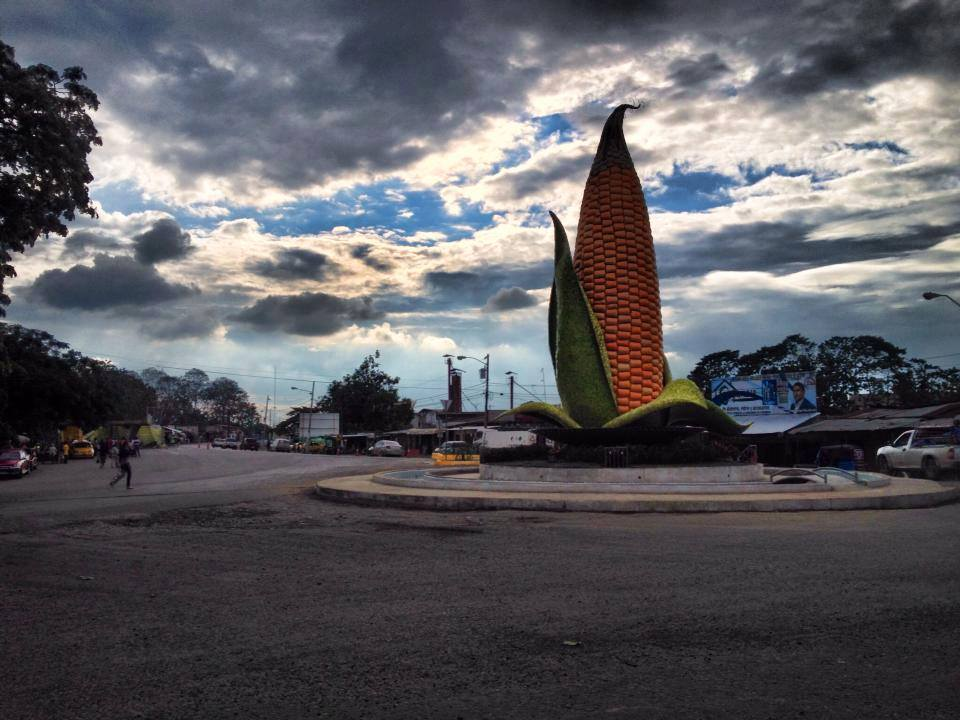
Monumento al Maíz

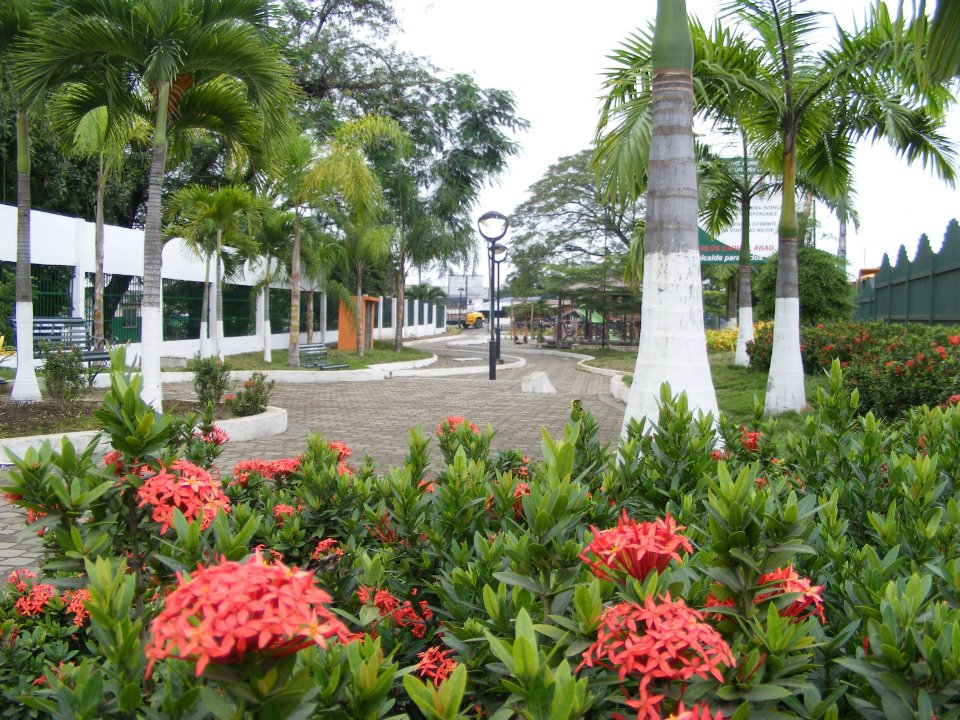
Parque Lineal

## Historia
La parroquia fue creada el 7 de noviembre de 2011 por segregación de la parroquia urbana Ventanas, está formada por los barrios del norte de Ventanas.

## Demografía y división administrativa

### Límites de la parroquia
Está delimitada en  sur por el río Zapotal, lindando con la parroquia Ventanas.

### Población
Tiene aproximadamente 18 mil habitantes y la mayoría de sus moradores se dedica al comercio y a actividades agrícolas.

### Barrios

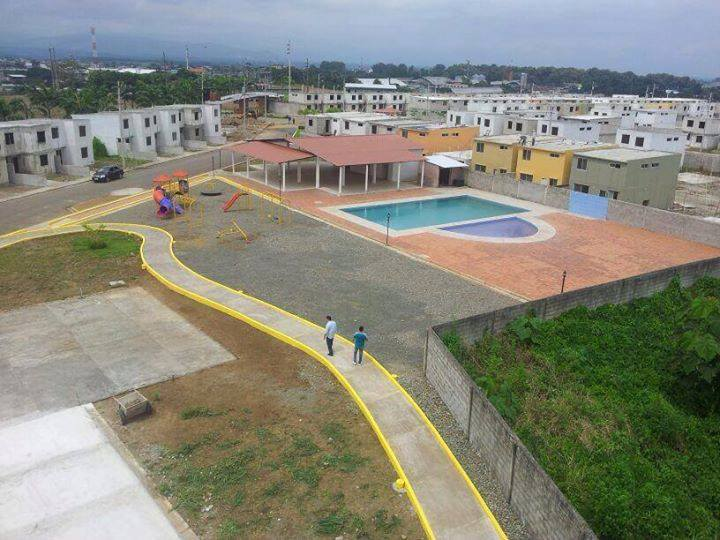
Loma Grande la primera urbanización privada de Ventanas

En esta parroquia se ha categorizado 7 zonas para un mejor estudio y ordenamiento territorial de la población de la siguiente manera:
- La zona 3 es de categoría residencial-suburbana
- Las zonas 4a, 4b y 4c son de categoría industrial
- Las zonas 5, 5a y 5b son de categoría residencial

| Zona | Barrios |  |
| ---- | --- |  |
| 3    | cdla. Las Palmeras, cdla. Los Choferes, cdla. 24 de Mayo, cdla. 10 de Noviembre, cdla. El Mirador, cdla. 20 de Noviembre, coop. Manuel Vera, coop. La Paz de Dios, coop. Jaime Roldós Aguilera, Sect. Los Almendros, Sect. Pueblo Unido, Sect. Puerto Rico, Sect. Santa Rosa, Sect. El Manantial, Cdla. Jean Carlos Carriel. |  |
| 4a   | Zona Industrial, Lotiz. Brisas de Ventanas. |  |
| 4b   | Zona Industrial. |  |
| 4c   | Zona Industrial. |  |
| 5    | cdla. Los Girasoles, cdla. Nuevos Girasoles, cdla. Naomi Rubio, cdla. Monte Líbano |  |
| 5a   | urb. Loma Grande, cdla. Ventanas Tenis Club, cdla. 5 de Agosto, cdla. San Jacinto, cdla. Bélgica Chamorro. |  |
| 5b   | Lotiz. La Quinta. |  |

### Lugares de interés
- El Parque Lineal

### Edificios y monumentos
- El Monumento al Maíz
- La Iglesia de Nuestra Señora de Guadalupe
- El Santuario del Divino Niño

### Otros lugares de interés
Otros lugares de interés son:
- La zona rosa, en la ciudadela Las Palmeras.

## Educación

### Educación infantil, primaria y secundaria
En la parroquia 10 de Noviembre, hay 2 guarderías, 3 colegios públicos de educación infantil y primaria, 3 institutos de educación secundaria y 2 colegios privados.

## Transporte

### Autobuses
Cuatro números de líneas de autobuses dan servicio a la parroquia. Las líneas son:
| Línea | Terminales                                 |
| ----- | ------------------------------------------ |
| 1     | Col. Ana Rosa Valdivieso - 10 de Noviembre |
| 2     | Col. Ana Rosa Valdivieso - 10 de Noviembre |
| 4     | Ventanillas - Col. Ventanas                |
| 5     | Lechugal - Col. Ana Rosa Valdivieso        |